# حكومة جميل مردم بك الرابعة
الحكومة السورية التي تشكلت في 23 أغسطس 1948، هي الحكومة السابعة والثلاثين في تاريخ سوريا الحديث، والثانية والعشرين في عهد الجمهورية السورية الأولى، والثامنة في عهد شكري القوتلي. ترأسها جميل مردم لتكون رابع حكوماته وآخرها. تشكلت الحكومة بعد بدء الولاية الثانية لشكري القوتلي كرئيس للجمهورية، في ظل أزمة سياسية ناجمة عن خسارة العرب لحرب 1948. حينما دعت الحكومة البرلمان لعقد جلسة استثنائية، تشابك النواب بالأيدي والأثاث على خلفية قضية مناقشة الحرب. كذلك فإن الحكومة اعتقلت عددًا من الرموز البارزة أمثال ميشيل عفلق مؤسس حزب البعث العربي الاشتراكي، على خلفية الانتقادات الحادة التي وجهها للحكومة والرئيس القوتلي. ورغم تفعيل حالة الطوارئ في سوريا خلال عمل هذه الحكومة، إلا أنها لم تؤدِ إلى منع احتجاجات 1948 والتي تزامنت مع الذكرى السنوية لأولى لقرار تقسيم فلسطين، وبنتيجة الاحتجاجات استقالت الحكومة في 1 ديسمبر 1948، غير أن القوتلي فشل في تأليف حكومة تالية، وبعد اثني عشر يومًا هي أطول مدة حتى ذلك التاريخ في تشكيل حكومة، تمكن خالد العظم من تشكيل حكومة جديدة، خلفًا لآخر حكومات جميل مردم والتي لم تمكث في السلطة سوى شهرين ونيّف.

## تشكيلة الحكومة
| الوزير        | الوزارة                          |
| ------------- | -------------------------------- |
| جميل مردم     | رئيس الوزراء، وزير الدفاع        |
| لطفي الحفار   | نائب رئيس الوزراء، وزير دولة     |
| سعيد الغزي    | وزير العدل                       |
| محسن البرازي  | وزير الخارجية                    |
| محمد العايش   | وزير دولة، وزير الزراعة بالوكالة |
| صبري العسلي   | وزير الداخلية                    |
| ميخائيل إليان | وزير الاقتصاد الوطني             |
| عادل أرسلان   | وزير الصحة والشؤون الاجتماعية    |
| أحمد الرفاعي  | وزير الأشغال العامة              |
| وهبي الحريري  | وزير المالية                     |
| منير العجلاني | وزير التعليم                     |

| الترتيب | المنصب                   | الصورة | شاغل المنصب   | الحزب | الحزب | في المنصب من        | في المنصب حتى      | ملاحظات |
| ------- | ------------------------ | ------ | ------------- | ----- | ----- | ------------------- | ------------------ | ------- |
| –       | رئيس الوزراء             |        | جميل مردم بك  |       |       | 28 كانون الأول 1946 | 2 كانون الأول 1948 |         |
| –       | نائب رئيس الوزارء        |        | لطفي الحفار   |       |       |                     |                    |         |
|         | الدفاع الوطني            |        | جميل مردم بك  |       |       | 23 أيار 1948        | 2 كانون الأول 1948 |         |
|         | العدلية                  |        | سعيد الغزي    |       |       |                     |                    |         |
|         | الشؤون الخارجية          |        | محسن البرازي  |       |       |                     |                    |         |
|         | وزير الزراعة             |        | محمد العايش   |       |       |                     |                    |         |
|         | الداخلية                 |        | صبري العسلي   |       |       |                     |                    |         |
|         | الاقتصاد الوطني          |        | ميخائيل اليان |       |       |                     |                    |         |
|         | الصحة والشؤون الاجتماعية |        | عادل أرسلان   |       |       |                     |                    |         |
|         | الأشغال العامة           |        | أحمد الرفاعي  |       |       |                     |                    |         |
|         | المالية                  |        | وهبي الحريري  |       |       |                     |                    |         |
|         | المعارف                  |        | منير العجلاني |       |       |                     |                    |         |
|         | وزير دولة                |        | لطفي الحفار   |       |       |                     |                    |         |
|         | وزير دولة                |        | محمد العايش   |       |       |                     |                    |         |

## الملاحظات
1. ↑  فراغ الحقل لا يعني بالضرورة أن شاغل المنصب مستقل سياسياً أو غير حزبي، ولكن بسبب عدم توفر المعلومات أو المصادر.